# Tristan Do
Tristan Somchai Do (taj. ทริสตอ สมชาย โด, ur. 31 stycznia 1993 w Paryżu) – tajski piłkarz pochodzenia francuskiego grający na pozycji prawego obrońcy. Od 2019 roku jest zawodnikiem klubu Bangkok United.

## Kariera piłkarska
Swoją karierę piłkarską Do rozpoczął we Francji, w klubie RC Strasbourg. W sezonie 2010/2011 grał w rezerwach tego klubu. W 2011 przeszedł do FC Lorient i tam także występował w rezerwach. W 2012 roku został wypożyczony do trzecioligowego SAS Épinal, w którym zadebiutował 10 sierpnia 2012 w zremisowanym 2:2 wyjazdowym meczu z Paris FC. W Épinal spędził rok.
W 2013 roku Do przeszedł do innego trzecioligowca, Gazélec Ajaccio. Swój debiut w nim zaliczył 9 sierpnia 2013 w wygranym 2:1 wyjazdowym meczu z USJA Carquefou. W sezonie 2013/2014 awansował z Gazélec do Ligue 2.
W 2014 roku Do został zawodnikiem BEC Tero Sasana FC. Swój debiut w Thai Premier League zanotował 9 sierpnia 2014 w zremisowanym 0:0 domowym meczu z Super Power Samut Prakan. W BEC Tero Sasana spędził dwa lata.
W 2016 roku Do przeszedł do Muangthong United. Zadebiutował w nim 16 marca 2013 w przegranym 0:1 domowym meczu z BEC Tero Sasana. W 2016 roku wywalczył tytuł mistrza Tajlandii, a w 2017 został wicemistrzem kraju.
W 2019 roku Do został zawodnikiem Bangkoku United.
| Sezon   | Klub              | Kraj      | Rozgrywki            | Mecze | Gole |
| ------- | ----------------- | --------- | -------------------- | ----- | ---- |
| 2010/11 | RC Strasbourg B   | Francja   | CFA 2                | 14    | 5    |
| 2011/12 | FC Lorient B      | Francja   | CFA                  | 28    | 5    |
| 2012/13 | SAS Épinal        | Francja   | Championnat National | 19    | 2    |
| 2013/14 | Gazélec Ajaccio   | Francja   | Championnat National | 17    | 4    |
| 2014    | BEC Tero Sasana   | Tajlandia | Premier League       | 6     | 0    |
| 2015    | BEC Tero Sasana   | Tajlandia | Premier League       | 29    | 1    |
| 2016    | Muangthong United | Tajlandia | Premier League       | 29    | 0    |
| 2017    | Muangthong United | Tajlandia | Premier League       | 27    | 3    |
| 2018    | Muangthong United | Tajlandia | Premier League       | 32    | 7    |

## Kariera reprezentacyjna
W reprezentacji Tajlandii Do zadebiutował 3 września 2015 roku w wygranym 2:0 towarzyskim meczu z Afganistanem. W 2019 roku powołano go do kadry na Puchar Azji.